# Laccogrypota basirufa
Laccogrypota basirufa är en insektsart som beskrevs av Schmidt 1920. Laccogrypota basirufa ingår i släktet Laccogrypota och familjen spottstritar. Inga underarter finns listade i Catalogue of Life.